# ミッキーマウス クラブハウス プラス
『ミッキーマウスマウス クラブハウス プラス』（原題：Mickey Mouse Clubhouse +）は、ミッキーマウスを題材にした子供向けテレビ番組。
アメリカ合衆国で2025年7月21日より放送開始予定であり、日本でも同年かつ7月26日にディズニージュニアで先行放送、7月30日よりDisney+で独占配信を予定している。また、本作はディズニーチャンネル及びディズニージュニアで2006年から2016年まで放送されていた「ミッキーマウス クラブハウス」の正式なリメイク版である。
また、現時点では「ミッキーマウス ファンハウス」と並行して放送・配信することとなっている。

## 作品
2023年8月19日、海外のディズニージュニア公式Xで、ミッキーマウスを主人公とした子供向け3Dアニメシリーズの最新作『ミッキーマウス クラブハウス 2.0』の仮名でミッキーマウス クラブハウスの正式なリメイクを制作することが発表。その時点で、2025年夏放送を目指していることが発表、ミニーマウスを主役とした新エリアの登場、新キャラクターとしてダッフィーとリトルヘルパーが登場することも発表。さらに翌年の同月には、『ミッキーマウス クラブハウス プラス』と正式名称が決定。翌2025年の6月に、上記の放送開始予定日が発表。

## キャラクター
ミッキーマウス
声 - ブレット・イワン、日本語 - 星野貴紀
ミニーマウス
声 - ケイトリン・ロブロック、日本語 - 遠藤綾
ドナルドダック
声 - トニー・アンセルモ、日本語 - 山寺宏一
デイジー・ダック
声 - トレス・マクニール、日本語 - 土井美加
グーフィー
声 - ビル・ファーマー、日本語 - 宮本崇弘